# Oxytheca watsonii
Oxytheca watsonii är en slideväxtart som beskrevs av Torrey & A. Gray. Oxytheca watsonii ingår i släktet Oxytheca och familjen slideväxter. Inga underarter finns listade i Catalogue of Life.